# Paraluteres
Paraluteres là một chi cá biển thuộc họ Cá bò giấy.

## Từ nguyên
Từ định danh paraluteres được ghép bởi tiền tố pará (παρά) trong tiếng Hy Lạp cổ đại có nghĩa là "gần, bên cạnh", hàm ý đề cập đến sự tương đồng giữa chi này với chi Aluteres (đồng nghĩa của Aluterus) nhưng có phần lông cứng và ngạnh ở hai bên cuống đuôi.

## Các loài
Hiện có 2 loài được công nhận trong chi này, bao gồm:
- Paraluteres arqat Clark & Gohar, 1953
- Paraluteres prionurus Bleeker, 1851

## Sinh thái học
Cả hai loài Paraluteres đều là những loài bắt chước kiểu hình của cá nóc chi Canthigaster. P. arqat bắt chước Canthigaster margaritata, còn P. prionurus bắt chước Canthigaster valentini.
Nhìn chung, Paraluteres có thể phân biệt được với Canthigaster nếu vây lưng của Paraluteres căng rộng ra, do bình thường Paraluteres sẽ gập vây lưng thứ nhất lại để trông giống với Canthigaster (vây lưng của Canthigaster nhỏ hơn nhiều so với Paraluteres); ngoài ra, Paraluteres đực còn có thêm 2 cặp ngạnh ở mỗi bên cuống đuôi.
Do những loài săn mồi thường né tránh loài có độc nên nhiều loài cá đã bắt chước kiểu hình của cá nóc để đánh lừa những kẻ săn mồi, gọi là bắt chước kiểu Bates.